# ヨム・ヘソン
ヨム・ヘソン（ハングル: 염혜선、1991年2月3日 - ）は、韓国の女子バレーボール選手。韓国代表。

## 来歴
木浦市出身。2007年、バレーボール大韓民国女子代表に初選出され、同年11月のワールドカップに出場した。木浦女子商業高校在学中の2008年に現代建設に入団。2009年のワールドグランプリでは正セッターを務めた。2016年に代表復帰すると、同年8月のリオ五輪に出場した。
2017年、FA権を行使してIBK企業銀行アルトスに移籍した。
2019年、KGC人参公社に移籍。

## 球歴
- 三大大会
  - オリンピック - 2016年
- その他大会
  - ワールドカップ - 2007年
  - ワールドグランプリ - 2009年、2017年
  - ワールドグランドチャンピオンズカップ - 2009年
  - アジア選手権 - 2009年

## 所属クラブ
- 現代建設ヒルステート（2008-2017年）
- IBK企業銀行アルトス（2017-2019年）
- KGC人参公社/大田正官庄レッドスパークス（2019-）